# Andorranische Literatur
Andorranische Literatur umfasst die Literatur von Autoren des Pyrenäenstaates Andorra, deren Texte bisher ausschließlich in katalanischer Sprache verfasst wurden. Bis zu einem gewissen Grad wird mit dem Begriff Andorranische Literatur indes auch die nicht-touristische Reiseliteratur über Andorra bezeichnet, deren Autoren weder aus Andorra stammen noch die andorranische Staatsbürgerschaft besitzen.

## Die Anfänge
Andorra ist ein kleines Land in den Pyrenäen, das historisch auch eine geringe Bevölkerungszahl aufwies. Vor dem 18. Jahrhundert bestanden die einzigen schriftlichen Zeugnisse in katalanischer Sprache aus Rechtsdokumenten, die mit der lokalpolitischen Tätigkeit der andorranischen Pfarrbezirke und des sehr früh installierten Parlamentes, des Generalrats, in Verbindung stehen. Ebenso wie im übrigen Europa wurde ein großer Teil amtlicher Dokumente, darunter die für Andorra wichtigen Pareatges von 1278/1288, auf Latein niedergelegt.
1748 beauftragte der Generalrat den Patrizier und Juristen Antoni Fiter i Rossell, ein Werk zu verfassen, das die Sitten und Gebräuche Andorras darstellt, aber auch die Geschichte des Landes beschreibt und eine Sammlung erläuternder Maximen enthält.

### Der Manual Digest
Der vollständige Titel des Buches von Antoni Fiter i Rossell lautet Manual Digest de las Valls neutras de Andorra, en lo qual se tracta de sa Antiguitat, Govern y Religio, de sos Privilegis, Usos, Preheminencias y Prerrogativas (Übersichtliches Handbuch über die neutralen Täler von Andorra, in dem seine alte Geschichte, Regierung und Religion, seine Privilegien, Gebräuche, Gewohnheiten und Vorrechte behandelt werden). Das Buch gilt als eines der wichtigsten Werke des 18. Jahrhunderts in katalanischer Sprache. Über drei Jahrhunderte lang galt es als Nachschlagewerk und Leitfaden für die Regierenden Andorras sowie jeden einzelnen Bewohner der Pyrenäentäler. Das Buch wurde in der Casa de la Vall, aufbewahrt, dem Sitz des Generalrats. 1987 gab der Generalrat einen Nachdruck heraus, und im Jahr 2000 erschien der Manual Digest als Transkription im Taschenbuchformat.

### Weitere geschichtliche und institutionelle Werke
1763 erschien der Politar Andorrà von Antoni Pug, seines Zeichens Pfarrer von Les Escaldes. Im Wesentlichen gibt dieses Werk die Inhalte des Manual Digest wieder, doch hatte es ebenfalls einen großen Einfluss auf die andorranische Gesellschaft.
Diese Tradition geschichtlicher und institutioneller Beschreibungen wurde bis ins 19. Jahrhundert weitergeführt. Zu nennen sind Relació sobre la vall de Andorra (Bericht über das Tal von Andorra) von 1838 des Dominikanerpriesters Fra Tomàs Junoy sowie der vorerst anonym erschienene Band Història de Nostra Senyora de Meritxell (Geschichte Unserer Jungfrau von Meritxell) von 1984 des Jesuiten Lluís Ignasi Fiter Cava.

## Reiseliteratur
Am Ende des 18. Jahrhunderts entstand eine Literatur, die in der andorranischen Literaturgeschichte als Reiseliteratur bekannt ist. Typischerweise wurden die Werke dieser Literatursparte nicht von Andorranern, sondern von ausländischen Reisenden verfasst, die zumeist aus Frankreich, Katalonien, Spanien oder den Vereinigten Staaten von Amerika stammten. Àlvar Valls Oliva teilt die Autoren der Reiseliteratur in drei Sparten: 1. Beamte der Nachbarstaaten, 2. romantische Reisende oder Utopisten und 3. katalanische Wanderer.
Spanische Juristen bzw. Beamte waren Francisco de Zamora, der in seinem Bericht Diario de los viajes hechos en Cataluña (Tagebuch der Reisen in Katalonien) dem Zwergstaat Andorra großen Raum gibt, und Pascual Madoz, der in Diccionario geográfico, estadístico e histórico de España y sus posesiones de ultramar (Geografisches, statistisches und historisches Wörterbuch Spaniens und seiner überseeischen Besitzungen) ebenfalls eine Chronik Andorras liefert.
Der spanische Offizier Antoni Valls publizierte 1820 in Barcelona Memoria acerca de la soberanía que corresponde a la Nación española (Memorandum über die der spanischen Nation zustehende Souveränität), in welcher er jedoch die Annexion Andorras durch Spanien empfiehlt. Die politische Antwort erfolgte drei Jahre später durch den französischen Monarchisten Pierre-Roch Roussillou durch das Buch De l'Andorre (Über Andorra), das gleichzeitig die erste vollständige Monografie über den Pyrenäenstaat darstellt.
Für romantische Reisende sowie die nordamerikanischen und französischen Utopisten galt Andorra als ein abgelegenes, exotisches und mitunter skurriles Land. Der Franzose Victorin Vidal schrieb 1866 L'Andorre und Marcel Chevalier erstellte die erste genaue Landkarte der andorranischen Täler. Gaston Vuillier veröffentlichte 1888 Le val d'Andorre (Das Tal von Andorra). Unter den Amerikanern sind Bayard Taylor mit The Republic of the Pyrenees von 1867 und The Hidden Republic von 1911 sowie Lee Meriwether mit Seeing Europe by automobile, ebenfalls von 1911, hervorzuheben. 1933 erschien Les vallées d'Andorre (Die Täler von Andorra) des Franzosen Gaston Combarnous und 1937 On foot through Andorra von Imogene Warder.
In den Berichten der katalanischen Wanderer um die Jahrhundertwende von 1900 ähneln sich die kulturellen Interessen. Joseph Aladern veröffentlichte 1892 Cartes andorranes (Andorranische Briefe). Weitere Autoren sind Valentí Almirall, Salvador Arnet, Artur Osana und der für die katalanische Literatur bedeutende Jacint Verdaguer.
Im 20. Jahrhundert wurde Andorra zum Thema mehrerer Romane insbesondere der französischen und der katalanischen Literatur. Zu den essayistischen Büchern über den Pyrenäenstaat gehören Llibre d'Andorra (Buch über Andorra) von Lluís Capdevila 1958, Glossari andorrà (Andorranisches Glossar) von Josep Fontbernat 1966 und die 1943, 1959 und 1973 veröffentlichten Essays des bedeutenden Katalanen Josep Pla.
In der Reihe L'Andorra dels viatgers (Das Andorra der Reisenden) erscheinen einige der alten Reisetexte neu, herausgegeben von zeitgenössischen Autoren, wie zum Beispiel Albert Villaró. In der heutigen Zeit, wo Andorra über das Verkehrsnetz und die internationalen Medien leicht zugänglich ist, entstehen nur mehr selten Bücher von ausländischen Besuchern über das Land. Ein Beispiel dafür ist Klaus Ebners in der Literaturzeitschrift Literatur und Kritik erschienener Essay Von der Legende zur Modernität. Auf der anderen Seite machte der Schriftsteller Joan Peruga die andorranische Reiseliteratur, speziell des 19. Jahrhunderts, zum zentralen Thema seines 2004 publizierten Romans La república invisible (Die unsichtbare Republik).

## Gegenwart
Die moderne oder zeitgenössische Literatur beginnt faktisch in den 1980er Jahren und erfährt mit der Unabhängigkeit des Landes 1993 eine bedeutende Intensivierung. Der Generalrat, das ist das Parlament Andorras, und die mit der Unabhängigkeit ins Leben gerufene Regierung fördern die Etablierung einer andorranischen Literatur gezielt mit Literaturwettbewerben, Preisen und entsprechenden Schulprogrammen. Bei der Frankfurter Buchmesse 2007 vertraten sieben Autorinnen und Autoren das Kondominium, von denen manche bereits einen hohen Bekanntheitsgrad in den Katalanischen Ländern besitzen, wie etwa Antoni Morell, Albert Salvadó, Albert Villaró und Teresa Colom. Die Buchhandlung La Puça in Andorra la Vella gilt als Kommunikationsdrehscheibe der Autoren Andorras.

### Historischer Roman
Die meisten Prosaschriftsteller schrieben während ihrer literarischen Laufbahn auch Historische Romane, die sich in der Regel mit der Geschichte Andorras befassen. Als Ausnahmeerscheinung gilt Albert Salvadó, der fast ausschließlich Historische Romane schreibt und auf der anderen Seite nur selten Stoffe aus der andorranischen Vergangenheit verwendet. Zu seinen Werken zählen die Romane L'ombra d'Alí Bei (Der Schatten des Ali Bei), der in der Welt des islamischen Morgenlandes spielt, La gran concubina d'Amon (Amuns große Konkubine), der ins alte Ägypten führt, Els ulls d'Anníbal (Hannibals Augen) auf den Spuren des römisch-karthagischen Konfliktes und El relat de Gunter Psarris (Der Bericht von Gunter Psarris), dessen Thema die nationalsozialistischen Konzentrationslager sind.
Andorranische Stoffe verarbeiteten vor allem Antoni Morell in Set lletanies de mort (Sieben Litaneien des Todes) und Borís I, rei d'Andorra (Boris I, König von Andorra), Albert Villaró in L'any dels francs (Das Jahr der Franken), Joan Peruga mit Últim estiu a Ordino (Letzter Sommer in Ordino) sowie Josep Enric Dallerès in Frontera endins (Die Grenze im Innern).

### Lyrik
Dank der Förderung der Literatur in Andorra sowie generell in den Katalanischen Ländern entstand im Pyrenäenstaat auch eine kleine Lyrikszene. Während Manuel Anglada i Ferran neben wissenschaftlichen Werken primär Lyrik veröffentlichte, stehen Namen wie Manel Gibert, Sícoris, Robert Pastor und Marta Repullo für den poetischen Teil der andorranischen Literatur.
Bis vor kurzem publizierte der auch in verschiedenen politischen Ämtern tätige Josep Dallerès ausschließlich Lyrikbände; bis 2007 sein erster Roman herauskam. Zu den Lyrikbänden zählen Amic (Freund) 1987, Ulls d'aigua (Wasseraugen) 1988 und Illalba 1995. Aus dem Bankwesen kommt ursprünglich Teresa Colom, die erst um 2004 ihren ursprünglichen Beruf verließ und freie Schriftstellerin wurde. Von ihr erschienen die Gedichtbände Com mesos de juny (Wie Junimonate) 2001, La temperatura d'uns llavis (Die Temperatur von Lippen) 2002 und Elegies del final conegut (Elegien des bekannten Endes) 2005.